# Євреїнов Іван Михайлович
Євреїнов Іван Михайлович (рос. Евреинов Иван Михайлович, нар. 1694 — пом. 3 лютого 1724, Хлинов, Російська імперія, зараз Кіров, Росія) — російський морський геодезист, мандрівник, дослідник Камчатки і Курильських островів.
З 1714 року навчався у московській Навігаційній школі, з 1718 — у геодезичному класі Морської академії у Санкт-Петербурзі.
У січні 1719 року за наказом Петра I посланий разом із Федором Лужиним у таємну експедицію до східних окраїн Російської імперії, остаточної метою якої було з'ясувати, чи з'єднується Азія з Північної Америкою.
Експедиція прибула до Охотська у 1720 році, на човні «Восток» перетнула Охотське море і посуху дісталася до Нижньокамчатського острога, визначивши його географічні координати.
У 1721 році на тому же човні експедиція вийшла з Большерецького острога і попрямувала на південь, здійснивши геодезичну зйомку південно-західного узбережжя Камчатки. Від південного краю півострова експедиція спустилася удовж Курильської гряди до острова Сімушир (за іншими даними, вона пройшла всю гряду, досягши японського острова Хоккайдо). На північних островах було зібрано ясак з місцевого населення.
Через Камчатку, Охотськ і Якутськ експедиція повернулася до Тобольська. З Тобольська Євреїнов виїхав до Казані, де 30 листопада 1722 представив на розгляд царя звіт про експедицію і складену ним карту Східного Сибіру, Камчатки і Курильських островів. Карта Євреїнова була першою картою Сибіру і Далекого Сходу, яка базувалася на результатах інструментальної зйомки.
Експедиція Євреїнова і Лужина не відповіла на питання про протоку між Азією і Америкою, однак точніше визначила обриси берегів Камчатки, досить правильно показала напрямок Курильської гряди, виміряла географічні координати 33 пунктів Сибіру та Камчатки і 14 Курильських островів.
По поверненню з експедиції Євреїнов працював топографом у Хлинові (зараз Кіров), де й помер 3 лютого 1724.
Ім'ям Івана Євреїнова було названо гору і мис на північному узбережжі Охотського моря, а також П'яту Курильську протоку (між островами Маканруши і Онекотан).